# アンドロメダ座IV
アンドロメダ座IV(Andromeda IV)は、アンドロメダ銀河の伴銀河で恐らく不規則銀河であるが、もしかすると銀河ではなく、緩く結びついた星団やその他の背景構造であるかもしれない。

## 歴史
シドニー・ファン・デン・ベルフによって発見された。